# Phil Zajicek
Phil Zajicek (* 20. März 1979 in Eugene) ist ein ehemaliger US-amerikanischer Radrennfahrer.
Phil Zajicek begann seine Karriere 2001 bei dem Radsportteam Mercury-Viatel. 2003 wechselte er zum Saturn Cycling Team, fuhr ab 2004 für das US-amerikanische Professional Continental Team Navigators Insurance und ab 2009 für Fly V Australia. Seinen größten Erfolg feierte er 2004 mit dem Sieg bei der Gesamtwertung der Tour of Qinghai Lake. 2005 wurde er Vierter bei der Tour of Britain und belegte bei der Herald Sun Tour 2006 den vierten Rang.
Wegen eines positiven Doping-Tests wurde Zajicek 2004 verwarnt und mit einer geringen Geldstrafe belegt. Am 10. Juni 2011 wurde Zajicek wegen mehrerer Dopingvergehen lebenslang gesperrt.

## Erfolge
1997
- US-amerikanischer Meister – Querfeldein (Junioren)

2004
- Gesamtwertung Tour of Qinghai Lake

## Teams
- 2001 Mercury-Viatel
- 2002 Mercury
- 2003 Saturn
- 2004 Navigators Insurance
- 2005 Navigators Insurance
- 2006 Navigators Insurance
- 2007 Navigators Insurance
- 2008 Health Net-Maxxis
- 2009 Fly V Australia
- 2010 Fly V Australia